# Pařížská Socha Svobody
Pařížská Socha Svobody je socha v Paříži, která je zmenšenou kopií Sochy Svobody v New Yorku. Nachází se na ostrově Cygnes v jihozápadní části Paříže.
Socha je dar, který věnovali francouzští občané žijící ve Spojených státech amerických městu Paříži u příležitosti 100. výročí Velké francouzské revoluce. Byla slavnostně odhalena 15. listopadu 1889, tři roky po Soše Svobody v New Yorku. Autorem sochy je Frédéric Auguste Bartholdi, který vytvořil i newyorskou sochu. Socha byla postavena nedaleko Bartholdiho ateliéru na západním cípu ostrova Cygnes nedaleko stanice metra Boulevard Victor a čelem směřuje k New Yorku. Původně byla otočena směrem k Eiffelově věži, ale od roku 1937 hledí na západ.
Socha je vysoká 11,5 m, tedy jen asi čtvrtinu výšky originálu. Kniha, kterou Svoboda třímá v ruce, nese nápis IV Juillet 1776 = XIV Juillet 1789 (4. červenec 1776 = 14. červenec 1789). Jedná se o významná data americké a francouzské revoluce.
Kromě této zmenšeniny, která je nejznámější, se v Paříži vyskytují další kopie. V Lucemburských zahradách stojí asi dva metry vysoká Socha Svobody. Nachází se jen pár metrů jižně od vchodu na ulici Rue de Fleurus.
Další kopie je vystavená v technickém muzeu Arts et métiers. Jedná se o model, který navrhl Frédéric Auguste Bartholdi pro newyorskou sochu.
V Paříži se rovněž nachází kopie pochodně, kterou drží Svoboda. Pomník Flamme de la Liberté (česky Plamen Svobody) se nachází na náměstí Place de l'Alma. Jedná se o dar Spojených států. V roce 1987 vyhlásil americký deník New York Herald Tribune, jehož evropská redakce sídlí v Paříži, veřejnou sbírku ke 100. výročí vzniku Sochy Svobody. Pomník byl odhalen v roce 1989. Po smrti princezny Diany v roce 1997, jejíž vůz havaroval v tunelu pod náměstím, se Plamen Svobody stal jejím neoficiálním vzpomínkovým památníkem.

## Další kopie v Paříži

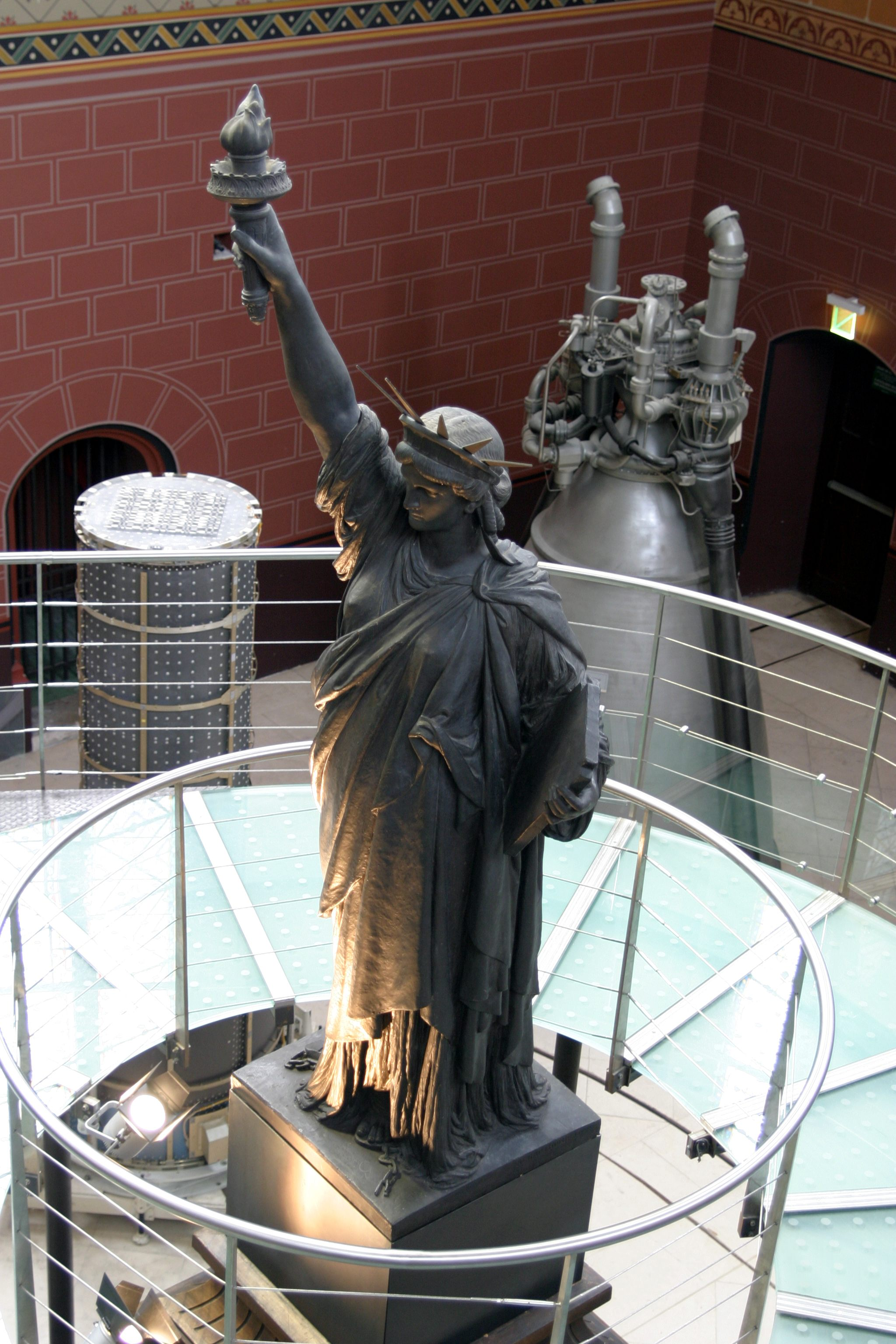
Model sochy v muzeu
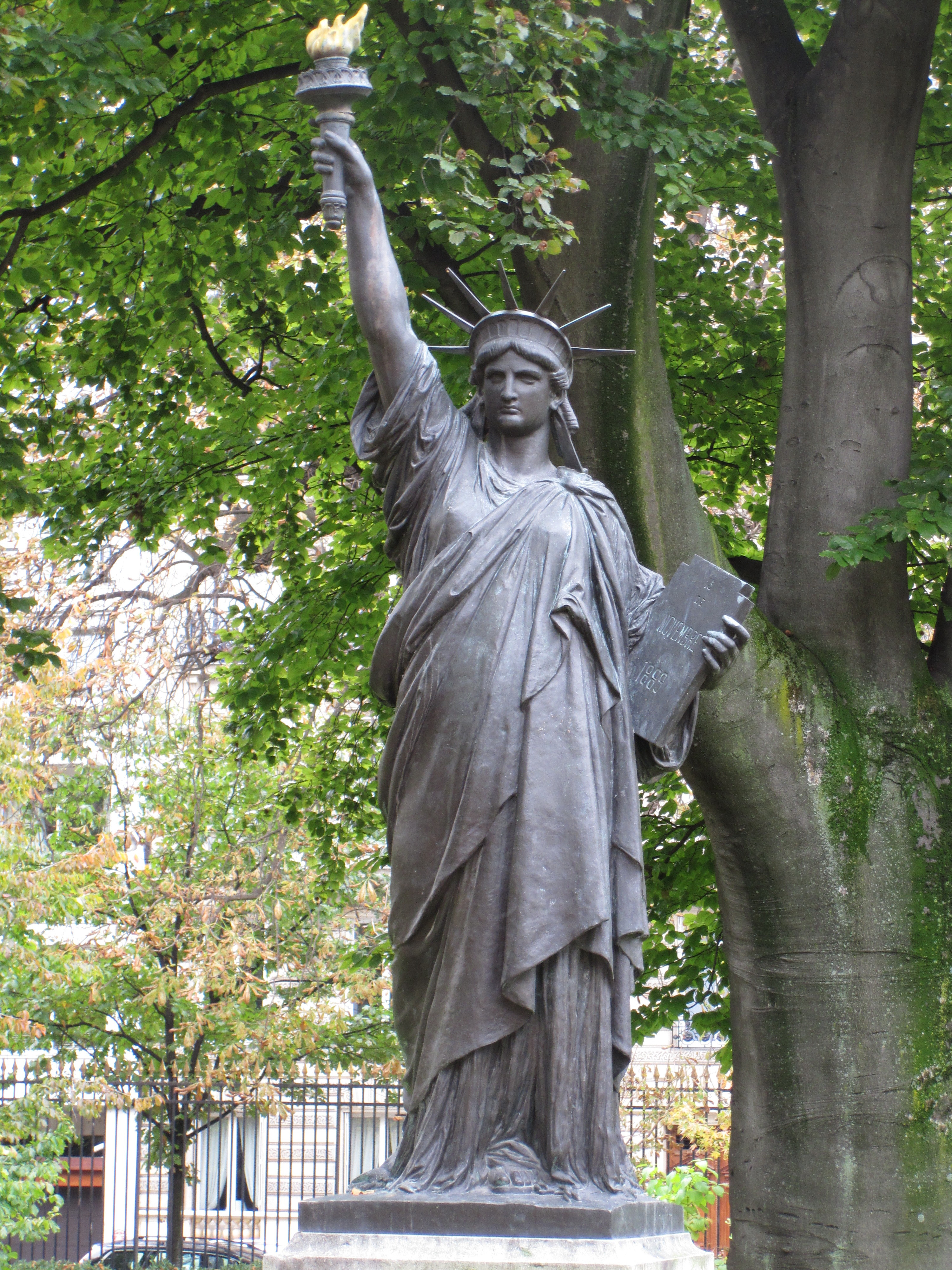
Kopie v Lucemburských zahradách
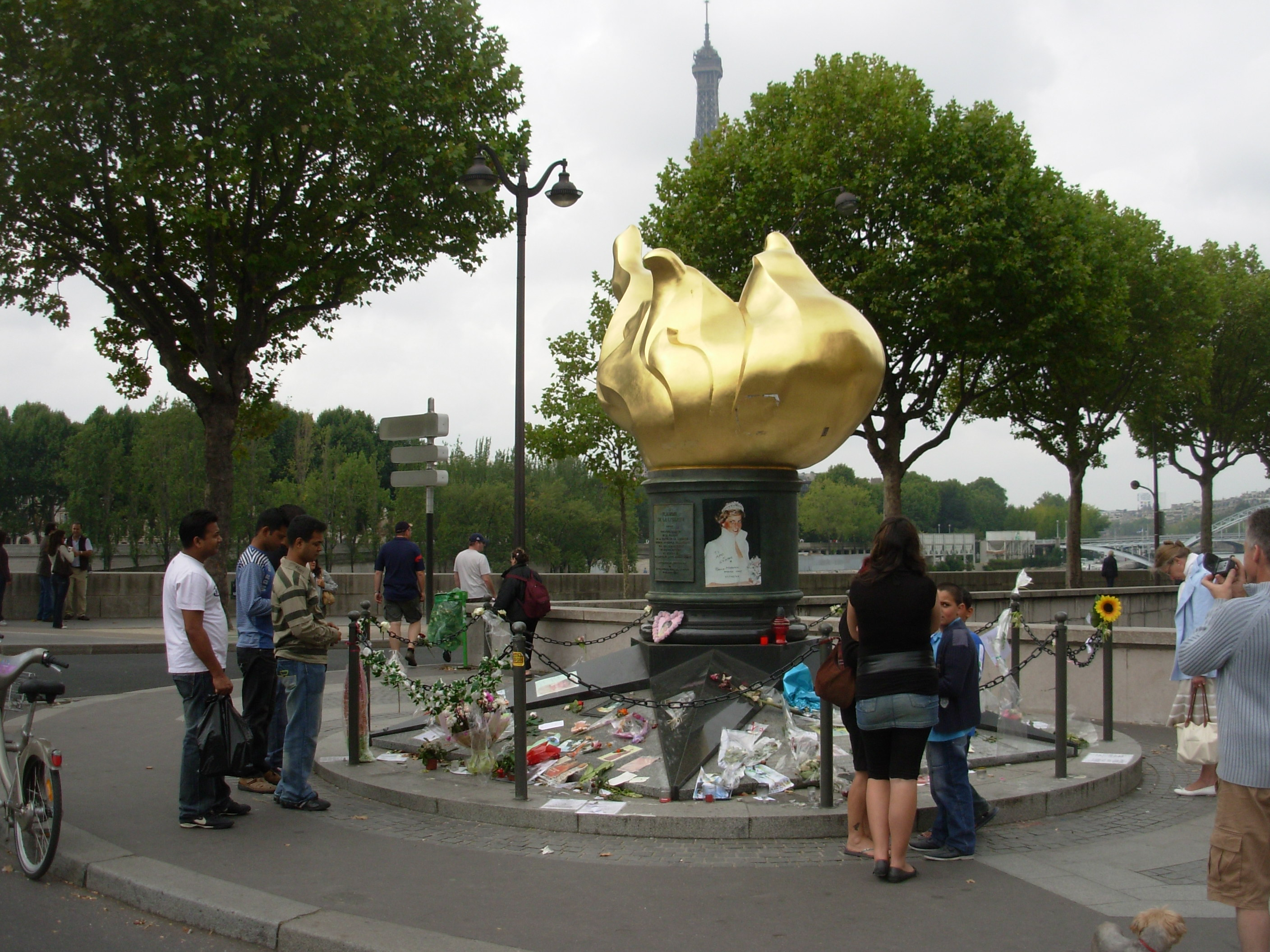
Plamen Svobody s upomínkami na princeznu Dianu